# Mark Fenner
Mark Fenner (Bemidji, 16 de diciembre de 1994) es un deportista estadounidense que compite en curling. Ganó una medalla de bronce en el Campeonato Pan Continental de Curling Masculino de 2022.

## Palmarés internacional
| Campeonato Pan Continental | Campeonato Pan Continental | Campeonato Pan Continental | Campeonato Pan Continental |
| Año                        | Lugar                      | Medalla                    | Prueba                     |
| -------------------------- | -------------------------- | -------------------------- | -------------------------- |
| 2022                       | Calgary (Canadá)           | Medalla de bronce          | Equipo                     |